# Raphael J. Sevilla
Raphael J. Sevilla (Ciudad de México, 3 de septiembre de 1905-ibídem, 2 de enero de 1975) fue un director de cine, productor y guionista mexicano. Su película Más fuerte que el deber (1931) es considerada una de las primeras películas sonoras del cine mexicano, aunque Santa (1932) es la primera filmada con sonido sincrónico.
Sin embargo, el nombre de Sevilla está asociado con el clásico del cine de oro mexicano La mujer del puerto (1934), que codirigió con el cineasta Arcady Boytler. El drama, inspirado en la novela corta Le Port de Guy de Maupassant, y protagonizado por Andrea Palma y Domingo Soler, es un modelo del llamado "cine de pecadoras", conjunto de filmes en torno a mujeres que, luego de ser seducidas por hombres que las abandonan y rechazadas por sus familiares, devienen prostitutas o sensuales cantantes y bailarinas, objetos del deseo de los hombres y estigmatizadas por la sociedad. Además de incluir desnudos femeninos, la trama del filme contiene elementos de incesto, que lo definen como un drama osado de las primeras décadas de la historia del cine mundial.
Sevilla continuó una prolífica carrera como director, guionista y cineasta, en distintos géneros de la cinematografía mexicana, hasta entrada la década de 1960.

## Filmografía parcial como director
- Más fuerte que el deber (1931)
- La sangre manda (1934) (codirector)
- Juárez y Maximiliano (1934) (codirector)
- La mujer del puerto (1934)
- María Elena (1936)
- El fantasma de medianoche (1940)
- La abuelita (1940)
- Porfirio Díaz (1944)
- Club verde (1946)
- Asesinato en los estudios (1946)
- Una mujer con pasado (1949)
- El billetero (1953)
- La calle de los amores (1954)